# Красильников, Константин Иванович
Константин Иванович Красильников (род. 3 января 1941 года) — доцент кафедры всемирной истории и международных отношений, директор Центра археологии и этнографии, кандидат исторических наук, доцент, почетный профессор ЛНУ имени Тараса Шевченко, член Луганской областной организации Национального союза краеведов Украины. Внес большой вклад в развитие  областного краеведения, этнографической и археологической науки. Им было открыто более 3000 памятников древности, создан парк-музей антропоморфных стел и половецких каменных изваяний на территории Луганского национального университета имени Тараса Шевченко. Основные научные интересы связаны с исследованиями древней истории евразийских народов, в том числе на территории юго-востока Восточной Европы. Автор и соавтор более 228 работ, в том числе: монографий, учебно-методических пособий, учебных пособий, научных, научно-популярных статей и заметок.
Под его руководством более чем за 50 лет археологических исследований было организовано и проведено свыше 300 экспедиций (в среднем по 6 экспедиций в летний полевой сезон), в которых приняли участие около 6 тыс. студентов  педагогического института (университета), слушателей МАН, учащихся школ, колледжей, лицеев.

## Профессиональный путь
Родился 3 января 1941 года. В 1947 году стал учащимся школы № 7 города Ворошиловград. В 1955 году поступил в Луганское ремесленное училище № 7, а спустя два года уже был токарем экспериментального цеха завода п/я 103. С 1960 по 1963 год проходил военную службу в составе группы советских войск на территории Германии. В 1966 г. окончил Ворошиловградский педагогический институт имени Тараса Шевченко по специальности «История и обществознание», с 1967 г. работал ассистентом, старшим преподавателем на историческом факультете вышеобозначенного института.
Написал кандидатскую работу диссертацию по теме: «Население Среднедонечья в VII — начале X веков» и защитил в Институте археологии АН СССР в 1980 г., затем работал доцентом с 1985 г.
В 2014-м я оставался в Луганске и ежедневно приезжал в археолого-этнографический музейный комплекс ЛНУ имени Шевченко для выявления факторов, угрожающих целостности экспонатов.

## Научная и преподавательская деятельность
Исследования древней истории евразийских народов, в том числе на территории юго-востока Восточной Европы. Автор и соавтор более 228 научных и научно-популярных работ, из них автор монографии - "Древнее камнерезное искусство Луганщины. — Луганск : Шлях, 1999. − 136 с.", соавтор нескольких монографий, учебных пособий,  научных отчетов. 
Преподаваемые дисциплины: «Археология», «Вспомогательные исторические дисциплины», «История Древней Греции и Рима», «Основы полевых археологических исследований».
Общий трудовой стаж: 55 лет.

## Награды и премии
Почетная грамота Президиума Верховного Совета УССР.
2008 год — Знак  «За развитие региона».
2011 год — Заслуженный работник образования Украины.
2019 год — Знак "Почетный работник науки Луганской Народной Республики".